# Nikotinsko plavo oksidoreduktaza
Nikotinsko plavo oksidoreduktaza (EC 1.1.1.328, nboR (gen)) je enzim sa sistematskim imenom 3,3'-bipiridin-2,2',5,5',6,6'-heksol:NADP+ 11-oksidoreduktaza. Ovaj enzim katalizuje sledeću hemijsku reakciju
3,3'-bipiridin-2,2',5,5',6,6'-heksol + NAD(P)+ {\displaystyle \rightleftharpoons } (E)-2,2',5,5'-tetrahidroksi-6H,6'H-[3,3'-bipiridiniliden]-6,6'-dion + NAD(P)H + H+
Ovaj enzim iz nikotin-degradirajuće bakterije Arthrobacter nikotinovorans, katalizuje redukciju "nikotinskog plavog" do njegove hidrohinonske forme. Nikotinsko plavo je ime jedinjenja formiranog autokatalitičkom kondenzacijom dva molekula 2,3,6-trihidroksipiridina, intermedijera u putu nikotinske degradacije. Glavna uloga ovog enzima je verovatno sprečavanje intracelularnog formiranja semihinonskih radikala nikotinskog plavog, koji bi putem redoks ciklizacije doveli do formiranja toksičnih reaktivnih formi kiseonika. Ovaj enzim poseduje izvesnu preferenciju za NADH u odnosu na NADPH.

## Literatura
- Nicholas C. Price; Lewis Stevens (1999). Fundamentals of Enzymology: The Cell and Molecular Biology of Catalytic Proteins (Third изд.). USA: Oxford University Press. ISBN 019850229X.
- Eric J. Toone (2006). Advances in Enzymology and Related Areas of Molecular Biology, Protein Evolution (Volume 75 изд.). Wiley-Interscience. ISBN 0471205036.
- Branden C; Tooze J. Introduction to Protein Structure. New York, NY: Garland Publishing. ISBN 0-8153-2305-0.
- Irwin H. Segel. Enzyme Kinetics: Behavior and Analysis of Rapid Equilibrium and Steady-State Enzyme Systems (Book 44 изд.). Wiley Classics Library. ISBN 0471303097.

## Spoljašnje veze
- Nicotine+blue+oxidoreductase на 